# Republiken Ancona (medeltiden)
Republiken Ancona var en historisk italiensk republik i centrala Italien mellan 1198 och 1532. Den utkristalliserades ur kungariket Italien (Tysk-romerska riket) och uppgick i kyrkostaten.